# Logis de Moullins
Le logis de Moullins est une demeure seigneuriale construite entre le XIIe et le XVIe siècle. Il est situé sur la commune de Saint-Rémy-du-Val dans le département français de la Sarthe

## L'histoire
L'histoire connue commence en 995 avec l'arrivée d'une communauté de onze moines et d'un prieur. Ils sont envoyés par l'abbé Gauzbert de l'abbaye Saint-Pierre de la Couture. Le développement du prieuré amènera la construction de la grande salle d'apparat à nef et bas-côtés que l'on date des années 1300-1340.
Lors de la guerre de Cent Ans, l'armée d'invasion d'Henri V, ou les bandes l'accompagnant, mit fin au développement du prieuré en octobre 1417, en pillant puis brûlant l'ensemble des bâtiments.
Il faudra attendre la fin du XVe siècle pour que de nouveaux bâtiments soient construits : un logis seigneurial et la chapelle Sainte-Catherine.
À la Révolution le domaine sera morcelé. Les bâtiments changeront d'affectation et seront dégradés.
Il faudra attendre la fin du XXe siècle pour qu'une restauration de qualité soit entreprise par les nouveaux propriétaires.
Le logis de Moullins est inscrit à l'inventaire supplémentaire des Monuments historiques en 1926. En 2020, la protection est révisée pour l'étendre à l'ensemble des bâtiments du prieuré, soit le logis, la chapelle, l'ancienne grande salle seigneuriale, les communs avec leurs peintures murales, le mur de clôture, les deux puits, et les vestiges du pigeonnier.

## L'architecture

### Le manoir-halle
Les dimensions de la grande salle médiévale étaient importantes (un carré de 19 mètres de côté au sol et 14 mètres sous toiture). Le côté « noble » était percé de 5 baies. 4 baies à meneau et croisée surmontées d'une splendide baie à remplage de style gothique rayonnant. Après l'incendie de 1417, ces baies ont été bouchées. De récentes restauration ont permis de redonner à ce bâtiment toute sa grandeur. Le côté service possède trois portes et une baie à remplage.

### Le logis
Il est construit au début du XVIe siècle. Les fleurons au-dessus des lucarnes et de la porte, les chimère en bas des rampants de toiture, indiquent un style gothique flamboyant. Bâti au temps des guerres de religion, le logis est équipé de nombreux dispositifs de défense : meurtrières, trous de couleuvrine, bretèche. Les baies sont protégées par de solides grilles métalliques. 

### La chapelle Sainte-Catherine
Grâce à une étude dendrochronologique, la chapelle Sainte-Catherine est datée de 1514. Elle fut agrandie en 1544. Au chevet, trois baies, au nord une autre baie. Un retable d'une grande finesse, œuvre de Guillaume Regnault, y est installé vers 1527. Les voûtes sont soutenues par des contreforts. La toiture possède une charpente d'origine qui permettra l'étude dendrochronologique.
Malheureusement, cette chapelle souffrira lors de la Révolution. Les baies sont bouchées, les voûtes abattues, les contreforts démontés, le retable détruit.

Il faudra attendre que les travaux de restauration soient entrepris pour lui redonner fière allure. Lors de la déconstruction de murs montés plus récemment, il a été retrouvé des pierres de réemploi. Parmi elles, les clés de voûte, et d'importants morceaux du retable. Ces éléments sont suffisamment importants pour le reconstituer. Une restauration est envisagée.

## Prix et récompenses
En 2013, le logis de Moullins est finaliste du grand trophée de la plus belle restauration, organisé par Propriétés de France, le Figaro magazine, et la Fondation pour les monuments historiques.
La même année, le domaine est le lauréat du prix Gilles Etrillard et ses enfants pour la restauration de la chapelle.